# Engrácia de Braga
Engrácia de Braga (Braga, ca. 1030 – Carbajales, ca.1050), também conhecida como Encratis, Engrácia de Carbajales ou ainda Engrácia de Badajoz, foi uma virgem mártir do século XI. Terá nascido na cidade de Braga, nos seus arredores ou domínios da diocese (outros autores apontam para que possa ter nascido em Badajoz), na altura em que o Condado Portucalense pertencia ao Reino da Galiza. Morreu perto da povoação de Carbajales, nos arredores da cidade de Zamora, no Reino de Leão. Partilha o nome próprio, o trágico destino e provavelmente a mesma cidade natal com Engrácia de Saragoça, personalidade que viveu séculos antes.

## Vida e martírio
Na historiografia tradicional conta-se que Engrácia era uma jovem que tinha cerca de vinte anos quando os seus pais a prometeram em casamento a um nobre mouro (ou cristão; os autores dividem-se relativamente à origem do noivo mas a primeira hipótese será bastante credível devido à ainda forte presença muçulmana na região). Os motivos concretos para o desejo naquela união são desconhecidos mas aquilo que se sabe ao certo é que a jovem se recusa terminantemente a casar em virtude do voto de castidade perpétuo que havia feito, querendo dedicar a sua vida a Deus. Fiel ao seu juramento e princípios, e uma vez que o contrato de promessa de casamento não voltou atrás por parte dos seus pais, Engrácia decide fugir para evitar casar-se. Quando o seu noivo descobre que a jovem tinha fugido (alguns autores dizem que foi no dia do próprio casamento) fica enfurecido com a atitude e encara-a como uma afronta e um desrespeito à sua honra pelo que decide ir atrás dela para se vingar. Encontra a jovem nos montes de Carbajales, perto da cidade de Zamora, e enfurecido com toda a situação decide matá-la, degolando-a. Alguns autores dizem que a jovem foi morta enquanto rezava. O seu corpo é lançado a um lago próximo e a sua cabeça levada pelo noivo como troféu. É quase consensual entre os autores que o trágico acontecimento ocorre durante o reinado de Fernando I de Leão, por volta de 1050.

## Veneração
Logo após o acontecimento, o corpo de Engrácia é descoberto por religiosos eremitas daquela zona, devotos de Santo Agostinho, que depositam o seu corpo numa ermida e passam a venerá-la pela sua dedicação a Deus e o seu trágico destino. Ao que parece, mais tarde o seu corpo é trasladado para o modesto Convento de Carbajales, dedicado também a Santo Agostinho e situado na própria povoação, onde durante muito tempo se conservou aí uma igreja cujo altar possuía uma pintura alusiva ao seu martírio. A cabeça de Engrácia foi deitada ao rio Guadiana pelo seu noivo em data incerta, quando este passou perto da região de Badajoz, segundo alguns autores. Foi encontrada por um pastor, supostamente ainda em perfeitas condições, e foi edificado naquele lugar uma pequena ermida para a venerar. Pouco depois, no entanto, é trasladada para a catedral. À semelhança da povoação de Carbajales, a Igreja de Badajoz passa, com efeito, a venerá-la solenemente a partir de 1580. Na Igreja Paroquial de Santa Engrácia, naturalmente a ela dedicada, vemos ainda hoje no retábulo armado em tríptico, ao centro a santa virgem com a palma do martírio e num dos lados em oração enquanto chega o seu assassino, e, no outro lado, os pastores com as ovelhas espantadas, junto da pequena lagoa. Ao que parece, em Carbajales nada nos resta nos dias de hoje. O modesto convento há muito que foi destruído. A festa litúrgica de Engrácia de Braga é marcada para 17 de fevereiro (mas também se fala em 13 de fevereiro, e 3 ou 13 de abril). De qualquer forma, e ao que parece, a data encontra-se na reforma litúrgica feita pelo Papa Pio X mas em Badajoz a data de celebração mantém-se sempre outra.

## Controvérsia
Há pouca precisão relativamente à vida, precurso e mesmo sobre a própria disseminação do culto de Santa Engrácia de Braga, suscitando diversos problemas epistemológicos. Apesar de ser uma santa do século XI, não existem fontes da época, nem tão pouco medievais, que nos falem de si ou do seu culto (pelo menos que tenham chegado aos dias de hoje) e também não se lhe conhece nenhuma hagiografia. Os primeiros autores que nos falam desta santa são do século XV-XVI. Sabemos que os locais que iniciaram a sua veneração foram Carbalajes e Badajoz mas é possível que a sua memória tenha sido difundida também um pouco por toda a Península Ibérica graças a relativas semelhanças com duas outras santas hispânicas com o mesmo nome: a já referida Engrácia de Saragoça e Engrácia de Segóvia. Acresce ainda o facto de, tal como na história de vida de Engrácia de Saragoça, Engrácia de Braga encontrava-se prometida em casamento; e tal como Engrácia de Segóvia, foi decapitada. Com efeito, é possível que a certa altura possa ter havido uma assimilação e/ou junção de cultos. No entanto, em todas as obras e fontes, parece que há sempre um esforço para distinguir estas três homólogas mártires hispânicas. Na própria Internet, as informações encontram-se frequentemente trocadas, mesmo sobre as datas da sua festa litúrgica.